# Скоробський Володимир Миколайович
Володимир Миколайович Скоробський (31 травня 1963, Київ — 14 березня 2009, Київ) — відновник «Пласту» в Україні, засновник та багаторічний станичний станиці Київ, курінний куреня УПС ч. 13 «Дубова Кора», автор-виконавець, лідер гурту «Журборіз».

## Біографія
Народився 31 травня 1963 року у Києві. Співзасновник «Пласту» в Україні в 1989—1990 роках, перший і останній гуртковий «Київських ґрифонів», засновник Станиці Київ, присягу склав 6 травня 1990 року. Член КВ УПЮ, впорядник самостійного гуртка УПЮ «Тури» 1993—1997 рр. Закінчив Київську духовну семінарію, навчався в духовній Академії. Вірний Православної Церкви Київського Патріархату. Служив військовим дияконом у Національній Гвардії України до її скасування, за іншим фахом менеджер недержавних організацій, тренер-фасилітатор фахівець з розвитку громад, бізнес-тренер компанії «KIY» автор тренінґу «командної взаємодії» в екстремальних умовах. 

Могила Володимира Скорбського

Автор ряду статей і публікацій на пластову тематику, психологію виживання людини в екстремальних умовах, співавтор підручника «Громади України: на шляху відродження», автор-виконавець, лідер гурту «Журборіз».
Помер 14 березня 2009 року. Похований в Києві на Берковецькому кладовищі.